# Stone Store

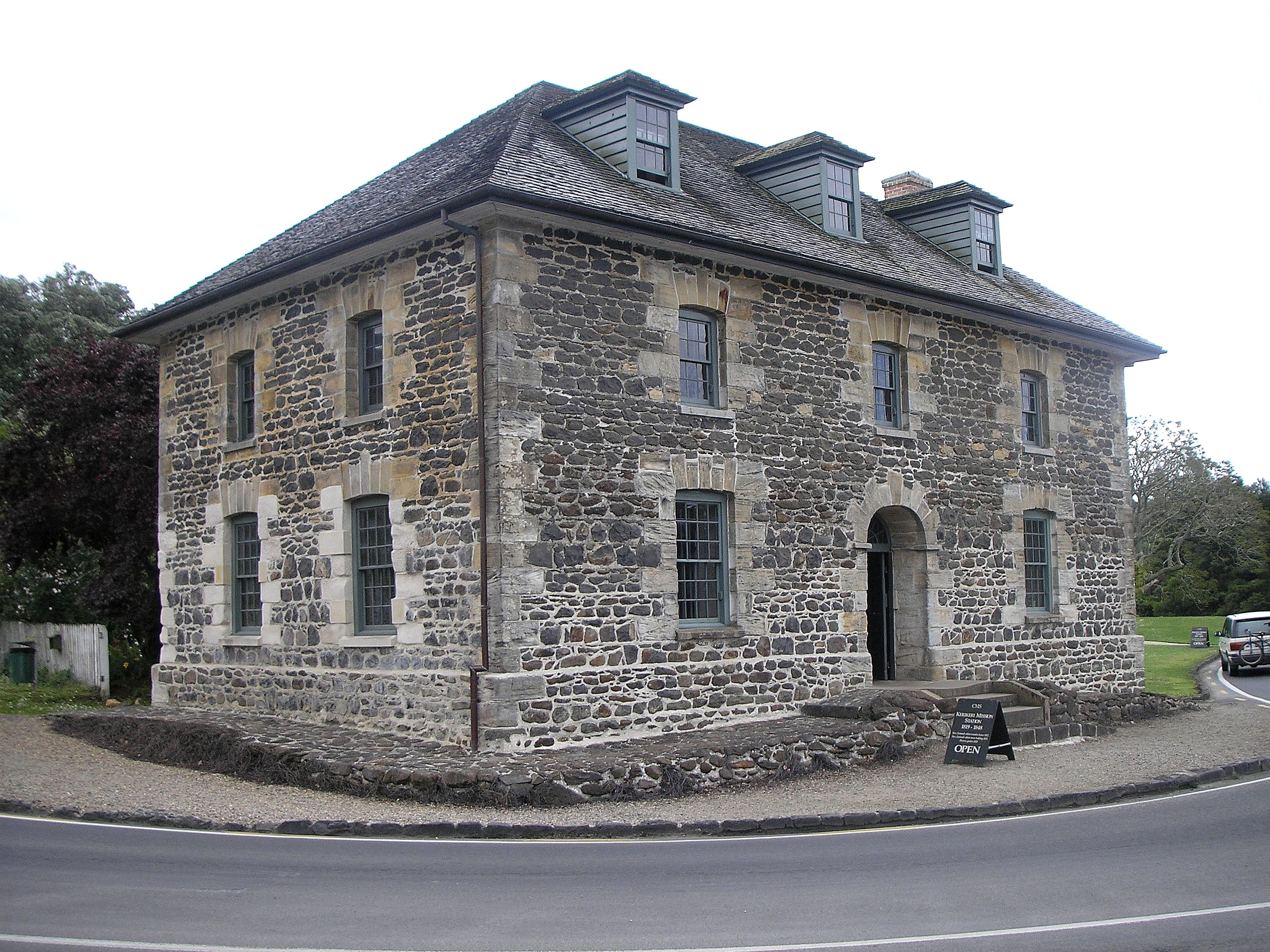
Stone Store

Stone Store i Kerikeri i Bay of Islands är Nya Zeelands äldsta bevarade stenhus. Huset var från början en del av den första missionsstationen på Nya Zeeland byggd av Church Mission Society. Stone Store var en butik som sålde varor från gårdarna vid Te Waimate mission till fartyg. Man sålde även europeiska varor till maorier.

## Tillkomst
Tidigare butik på platsen var ett trähus. Stone Store uppfördes åren 1832 och 1836 av byggmästare William Parrott, snickare Ben Nesbitt och ett team av maorier. Byggnaden uppfördes av sandsten från Australien, lokala vulkaniska bergarter och murbruk av brända snäckskal. Järnband och galler smiddes av James Kemp, byggnadens sandsten blev dock skadad av dessa. Från början fanns ett klocktorn av trä på ena sidan. Sten som byggnadsmaterial användes för att skydda säd från råttor, försvar mot angripare samt att minska risken för brand.

## Fortsatt historik
Vid mitten av 1830-talet kunde inte missionsstationer längre konkurrera med privata företag hos andra europeiska bosättare.
Byggnaden omvandlades till ett missionsbibliotek av biskop Selwyn i början av 1840-talet. Efter plundringen av Kororareka i Flaggstångskriget, övertogs byggnaden kortvarigt av guvernör George Grey för att användas som magasin och baracker. När fientligheterna upphörde 1845, hyrdes Stone Store ut till centrum för handeln med kauriharts. Sedan år 1863 inhystes där en pojkskola. Byggnaden såldes 1874 till familjen Kemp, och användes som lanthandel, även om den mer och mer blev en turistattraktion. Stone Store köptes 1975 från familjen Kemp av Heritage New Zealand. Renoveringar gjordes under 1990-talet. Butiken, tillsammans med ett angränsande missionshus bildar nu ett litet museum.